# Paweł Rożyński
Paweł Rożyński (ur. 13 marca 1976) – polski urzędnik państwowy, w 2007 I wicewojewoda wielkopolski.

## Życiorys
W 1994 rozpoczął pracę w firmie z branży reklamowej. W 2000 ukończył studia w Poznaniu, uzyskując tytuł zawodowy magistra prawa. Pełnił funkcję dyrektora Zakładu Obsługi Administracji Wielkopolskiego Urzędu Wojewódzkiego. Związany z Prawem i Sprawiedliwością. W lutym 2007 został I wicewojewodą wielkopolskim. Stanowisko to zajmował do 30 listopada tego samego roku.